# Moth
Moth è una suddivisione dell'India, classificata come nagar panchayat, di 13.029 abitanti, situata nel distretto di Jhansi, nello stato federato dell'Uttar Pradesh. In base al numero di abitanti la città rientra nella classe IV (da 10.000 a 19.999 persone).

## Geografia fisica
La città è situata a 25° 43' 0 N e 78° 57' 0 E e ha un'altitudine di 190 m s.l.m..

## Società

### Evoluzione demografica
Al censimento del 2001 la popolazione di Moth assommava a 13.029 persone, delle quali 6.957 maschi e 6.072 femmine. I bambini di età inferiore o uguale ai sei anni assommavano a 1.971, dei quali 1.105 maschi e 866 femmine. Infine, coloro che erano in grado di saper almeno leggere e scrivere erano 8.382, dei quali 4.950 maschi e 3.432 femmine.